# Maurice Seleky
Maurice Marcus André Seleky (Utrecht, 31 augustus 1982) is een Nederlands schrijver, communicatieadviseur, jurist en presentator. 

## Loopbaan
Seleky is zoon van publicist Juan Seleky en journalist Désirée Martis. Hij voltooide zijn middelbare school aan het Stedelijk Gymnasium in Breda, waarna hij afstudeerde in Nederlands Recht aan de Universiteit van Amsterdam en een propedeusediploma behaalde aan de Nederlandse Film- en Televisie Academie. Verder doorliep Seleky de BKB Academie en publiceerde hij veelvuldig in universiteitskrant Folia. Naast zijn literaire activiteiten is Seleky communicatiestrateeg en manager in de culturele sector. Vanaf 2017 werkte hij als hoofd marketing & communicatie bij Pakhuis de Zwijger, het onafhankelijk platform voor creatie en innovatie in Amsterdam. Sinds april 2020 is hij hoofd communicatie & marketing en lid van het managementteam van het Amsterdam Museum. Voor zijn werk bij het museum werd hij in 2021 genomineerd als 'Cultuurmarketeer van het jaar' door Cultuurmarketing, het platform voor marketeers in de Nederlandse cultuursector. Ook treedt Seleky regelmatig op als moderator en presentator van talkshows, symposia, podcasts en andere publieke programma's. Zo was hij onder andere te zien op Lowlands, Crossing Border, Nederlands Film Festival, Manuscripta, Movies that Matter Festival, Amsterdam Museumnacht en de Cultuurnacht Breda. 

## Werk als auteur
In september 2010 debuteerde Seleky bij uitgeverij Ambo-Anthos met de roman Ego Faber, die werd uitgebracht in Nederland en België, en ook als e-boek en luisterboek verscheen. In januari 2011 ontving Seleky uit handen van acteur Frank Lammers de BoArte Cultuurprijs voor Ego Faber. In oktober 2017 publiceerde Seleky zijn tweede roman Een tragedie in New York die ook verkrijgbaar is als audioboek en e-boek. In maart 2019 schreef hij samen met Servaz van Berkum een artikel over het belang van de Amsterdamse stemmers in de Provinciale Staten-verkiezingen in Het Parool. In juni 2020 publiceerde hij naar aanleiding van de wereldwijde antiracisme-protesten een essay over zijn verhouding tot kleur, identiteit en racisme in De Groene Amsterdammer. In  augustus 2022 deed hij samen met Chris Julien en Maarten Bul een oproep voor de totstandkoming van een Code Cultuur, Klimaat en Milieu voor de Nederlandse cultuursector in De Volkskrant, wat in november 2022 leidde tot een motie tijdens het Wetgevingsoverleg Cultuur in de Tweede Kamer.

## Jonge Schrijversavond
Seleky was initiatiefnemer en presentator van de Jonge Schrijversavond, een jaarlijkse literaire talkshow in de Stadsschouwburg Amsterdam rondom een nieuwe generatie schrijvers. Voor dit programma interviewde Seleky vanaf 2009 tientallen jonge schrijvers uit Nederland en Vlaanderen, waaronder Ellen Deckwitz, Lize Spit, Yannick Dangre, Elfie Tromp, Renee Kelder, Roman Helinski, Anna Drijver, Shira Keller, Peter Zantingh, Jamal Ouariachi, Ernst-Jan Pfauth, Martijn Simons, Thomas Heerma van Voss, Pepijn Lanen, James Worthy, Mano Bouzamour, Marieke Lucas Rijneveld, Marjolijn van Heemstra, Hanna Bervoets, Daan Heerma van Voss, Sterre van Rossem, Sander Kok, Renske de Greef, Raoul de Jong, Renske Jonkman, Matthijs Kleyn, Arjen Lubach, Arie Boomsma, Philip Huff, Maartje Wortel, Iris Koppe, Joost de Vries, Franca Treur, Janneke van der Horst en Yuki Kempees. In 2014 reikte Seleky tijdens de Jonge Schrijversavond de oeuvreprijs de Gouden Schrijfmachine uit aan dichter en schrijver Remco Campert. In 2016 vond de zevende en laatste editie van de Jonge Schrijversavond plaats. 

## Podcasts
Tussen 2018 en 2020 was Maurice Seleky initiatiefnemer en presentator van de podcastserie van Pakhuis de Zwijger. In die hoedanigheid maakte hij in 66 afleveringen interviews met vooraanstaande wetenschappers, bestuurders, kunstenaars, activisten, journalisten, schrijvers en ondernemers. Zo sprak hij onder meer Felix Rottenberg, Marjan Minnesma, Jerry Afriyie, Kate Raworth, Evgeny Morozov, Touria Meliani, Kadir van Lohuizen, Mariëtte Hamer, Lize Korpershoek, Jim Jansen, Anand Giridharadas, Seada Nourhussen, James Kennedy, Mounir Samuel, Stine Jensen, Alexandra van Huffelen, Tracy Metz, José van Dijck, Kees Vendrik, Glenn Helberg, Tanja Jadnanansing, Floris Alkemade, Henk Ovink en Shamira Raphaëla. Bij zijn afscheid van Pakhuis de Zwijger werd hij zelf geïnterviewd door Annick van Rinsum, zijn opvolger als presentator van de podcastreeks.  

## Werk als presentator
Seleky heeft sinds 2009 honderden programma's gemodereerd over een groot aantal onderwerpen, waaronder ook regelmatig complexe maatschappelijke of culturele thema's. Zo was hij op 29 september 2019 moderator van het symposium Wiens Gouden Eeuw? naar aanleiding van de beslissing van het Amsterdam Museum om de term 'Gouden Eeuw' niet langer als synoniem te hanteren voor de 17e eeuw. Op 7 oktober 2020 was hij moderator tijdens de presentatie van het Advies Koloniale Collecties en Erkenning van Onrecht van de Raad voor Cultuur aan minister Van Engelshoven van Onderwijs, Cultuur en Wetenschap. Op 1 juli 2022 modereerde hij in aanwezigheid van koning Willem-Alexander een programma ter gelegenheid van de ceremoniële overdracht van Monument Vossenbosch aan de Molukse gemeenschap in Wierden. Op 8 juli 2022 interviewde hij staatssecretaris Uslu van Cultuur en Media op het symposium Beeldende kunst in het hart van de samenleving van het Mondriaan Fonds. Daarnaast presenteert hij ook al jaren de talkshow van Modefabriek, de grootste modevakbeurs van Nederland, waarvoor hij bekendheden als Chantal Janzen, Katja Schuurman, Geraldine Kemper en Olcay Gulsen interviewde. 